# Roger Biagi
Pour les articles homonymes, voir Biagi.
Roger Biagi, né le 5 décembre 1927 et mort le 15 juillet 2007, était un aviateur français, spécialiste du vol à voile.

## Biographie
Roger Biagi était un pilote d'avion et de planeur français. Il a commencé le vol à voile en 1945 en France et en Allemagne pendant son service militaire. Il a obtenu son brevet de pilote de planeurs après avoir effectué un stage à la Montagne Noire. En 1951, il a commencé à pratiquer le vol à voile à La Ferté Alais près de Paris, puis a volé pendant de nombreuses années à Buno Bonneveau et dans d'autres clubs en France. Il est devenu instructeur de planeurs au SEFA de St Auban en décembre 1963 et a exercé cette fonction jusqu'en septembre 1967. À la fin de 1967, il a été affecté au SEFA de St YAN, où il a passé ses qualifications d'instructeur avions et est devenu pilote professionnel. Il a travaillé chez AIR INTER pendant plus de 20 ans en tant que pilote professionnel. Pendant plus de 50 ans, Roger Biagi a effectué 12500 heures de vol en planeur et 13000 heures de vol en avion ¹. Il est l'auteur d'un premier 500 km en Bréguet 900-2 avec une distance de 525 km. Il est un des pères du "Parcours du combattant", célèbre voie vélivole dans les alpes du sud.

Source : conversation avec Bing, 14/01/2024
(1) Roger Biagi Nous Ne T'oublions Pas - volavoile.net. https://www.volavoile.net/topic/6231-roger-biagi-nous-ne-toublions-pas/.
(2) Départ D'un Ami Et Maître - www.planeur.net - www.volavoile.net. https://www.volavoile.net/topic/6193-d%C3%A9part-dun-ami-et-ma%C3%AEtre/.
(3) Les deux pilotes de planeur seraient des pilotes Air France - PNC Contact. https://www.pnc-contact.com/2012/05/06/air-france-2-pilotes-meurent-dans-un-accident-de-planeur-34087.